# Carlo Vecchione
Carlo Vecchione (* 27. Juni 1988 in Neapel) ist ein italienischer ehemaliger Fußballspieler.

## Karriere
Vecchione begann seine Karriere in der Jugend von Juventus Turin, wo er 2009 in die erste Mannschaft geholt wurde. Gleich nach seinem Aufstieg in die erste Mannschaft wechselte er leihweise nach Frankreich zu Clermont Foot in die Ligue 2, der zweithöchsten französischen Spielklasse. Sein Debüt gab er am 16. Oktober 2009 gegen SM Caen, als er in der 86. Minute für Jerome Cellier eingewechselt wurde. Das Spiel wurde 1:3 verloren. Sechs weitere Einsätze folgten. Clermont wurde im Endklassement Sechster.
Im Sommer 2010 kehrte er zu Juventus zurück und steht seitdem im Kader der Alten Dame.